# Nauarchia excavata
Nauarchia excavata är en tvåvingeart som beskrevs av Loïc Matile 1990. Nauarchia excavata ingår i släktet Nauarchia och familjen platthornsmyggor. Inga underarter finns listade i Catalogue of Life.